# Mizuma-dera

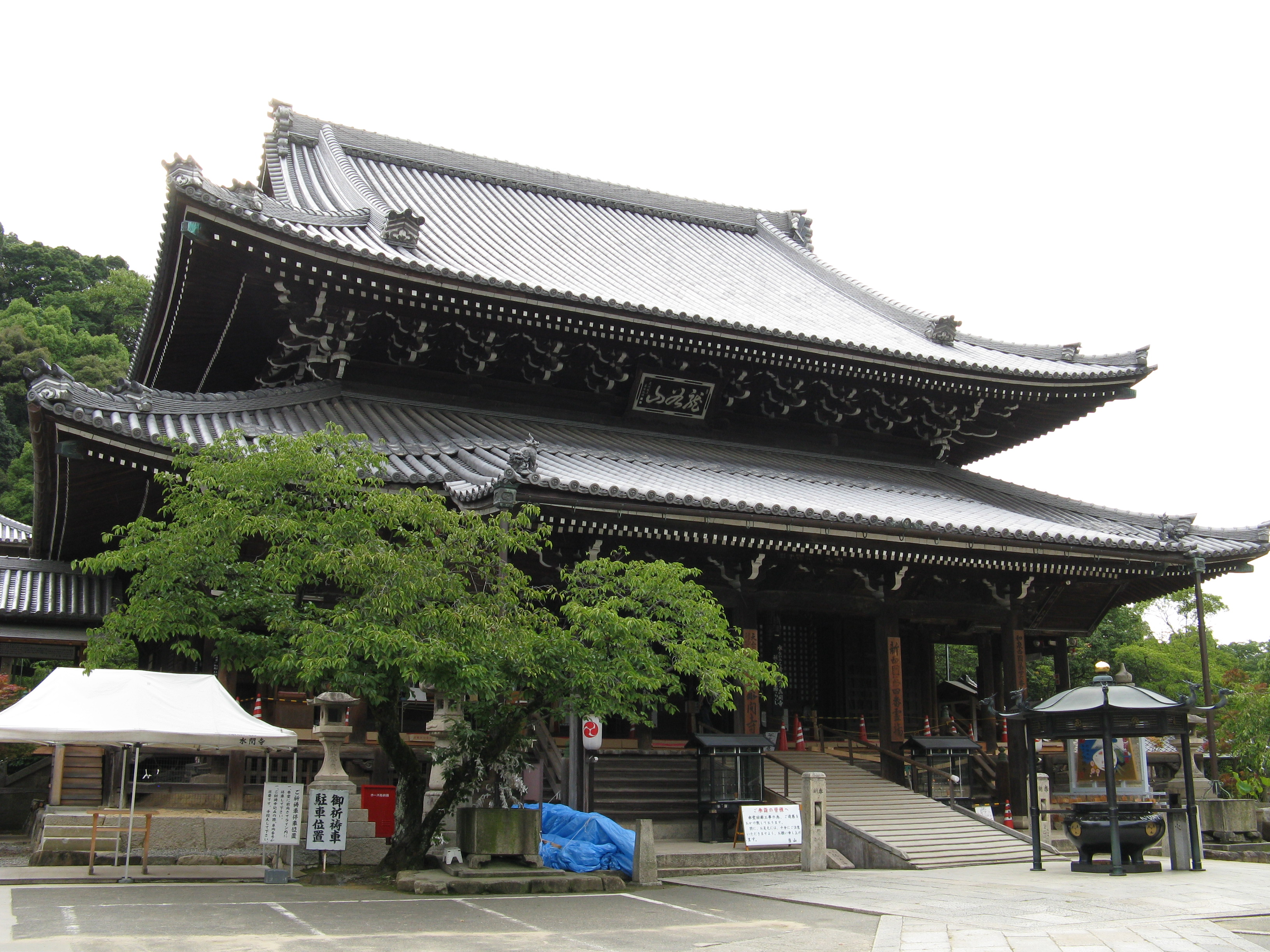
Bâtiment principal

Le Mizuma-dera (水間寺), avec ses noms de montagne Ryūkokusan (龍谷山) et Kannon-in (観音院), est un temple bouddhiste de la secte Tendai situé à Kaizuka (dans la préfecture d'Osaka).

## Histoire et légende

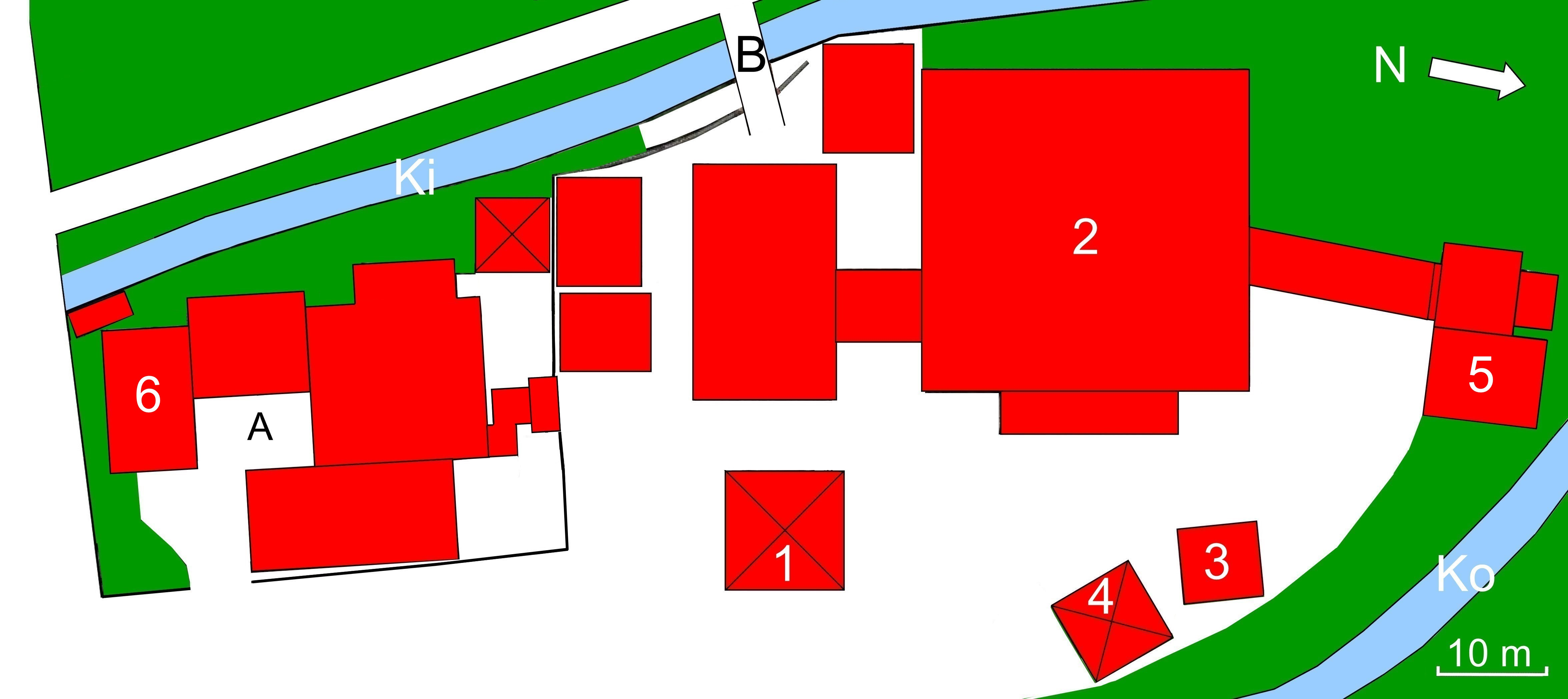
Plan du temple

Selon la tradition, le temple a été construit par le prêtre Gyōki en 744. En 1585, il a été attaqué par Toyotomi Hideyoshi et il a été en grande partie détruit, ses restes ont été démolis. À l'Époque d'Edo, le temple est reconstruit à la demande des chefs des Kishiwada-Han, les Okabe, à l'époque Genroku (1668-1704). En 1784, le temple est à nouveau détruit par un incendie; la reconstruction commence avec la salle principale en 1811. Les autres bâtiments du complexe ont été progressivement ajoutés.
Le pont en arc du temple a été construit en 2010.
Le temple est lié au thème de l'amour par la légende de l'amour entre Seijuro, un samouraï, et Onatsu, une femme de condition inférieure.

## Statue
Le temple est connu pour sa statue de "Yaku-yoke Kannon" , qui a la réputation d’écarter le mauvais sort.

## Images

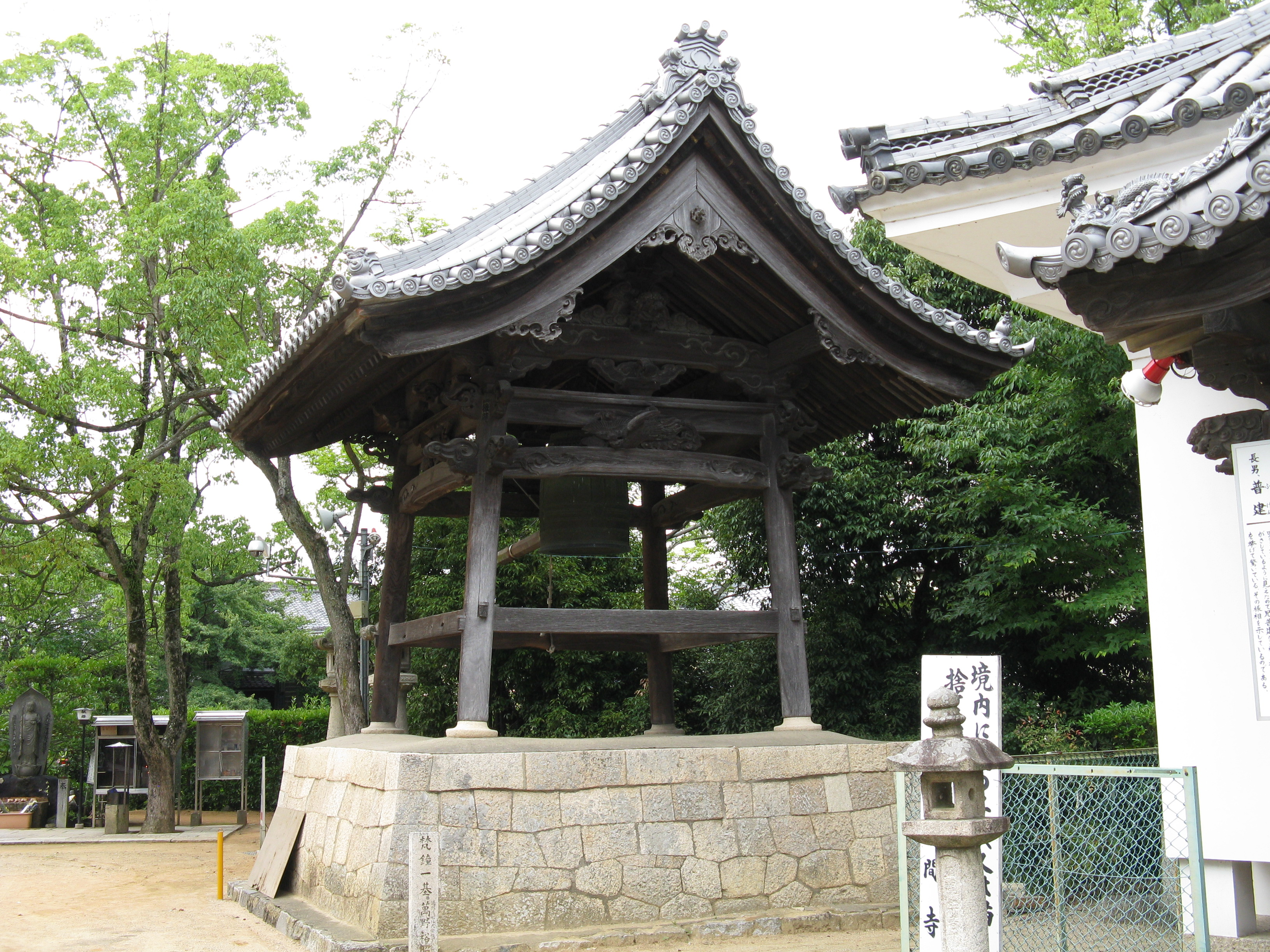
Cloche du temple
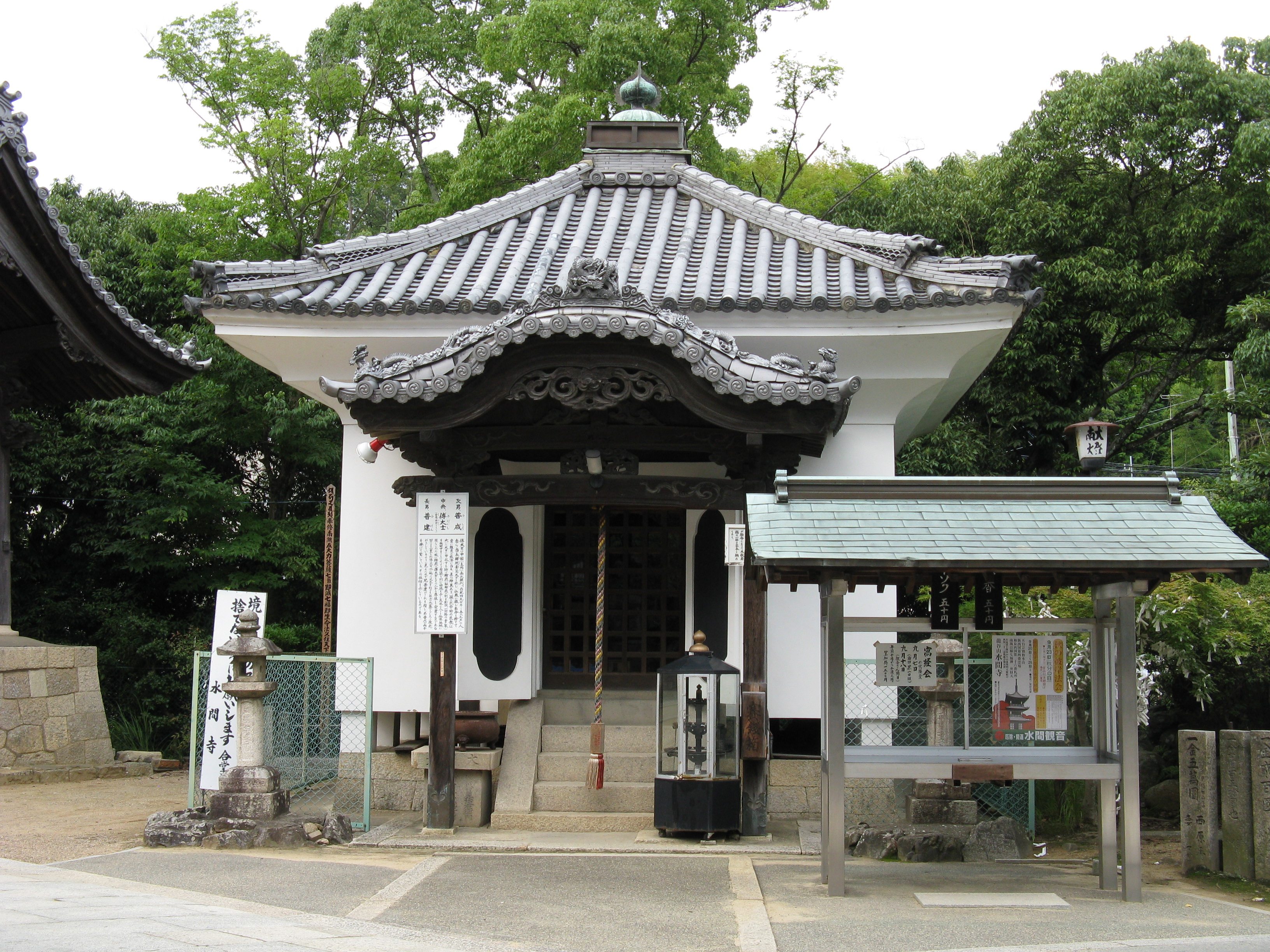
Pavillon Sutra
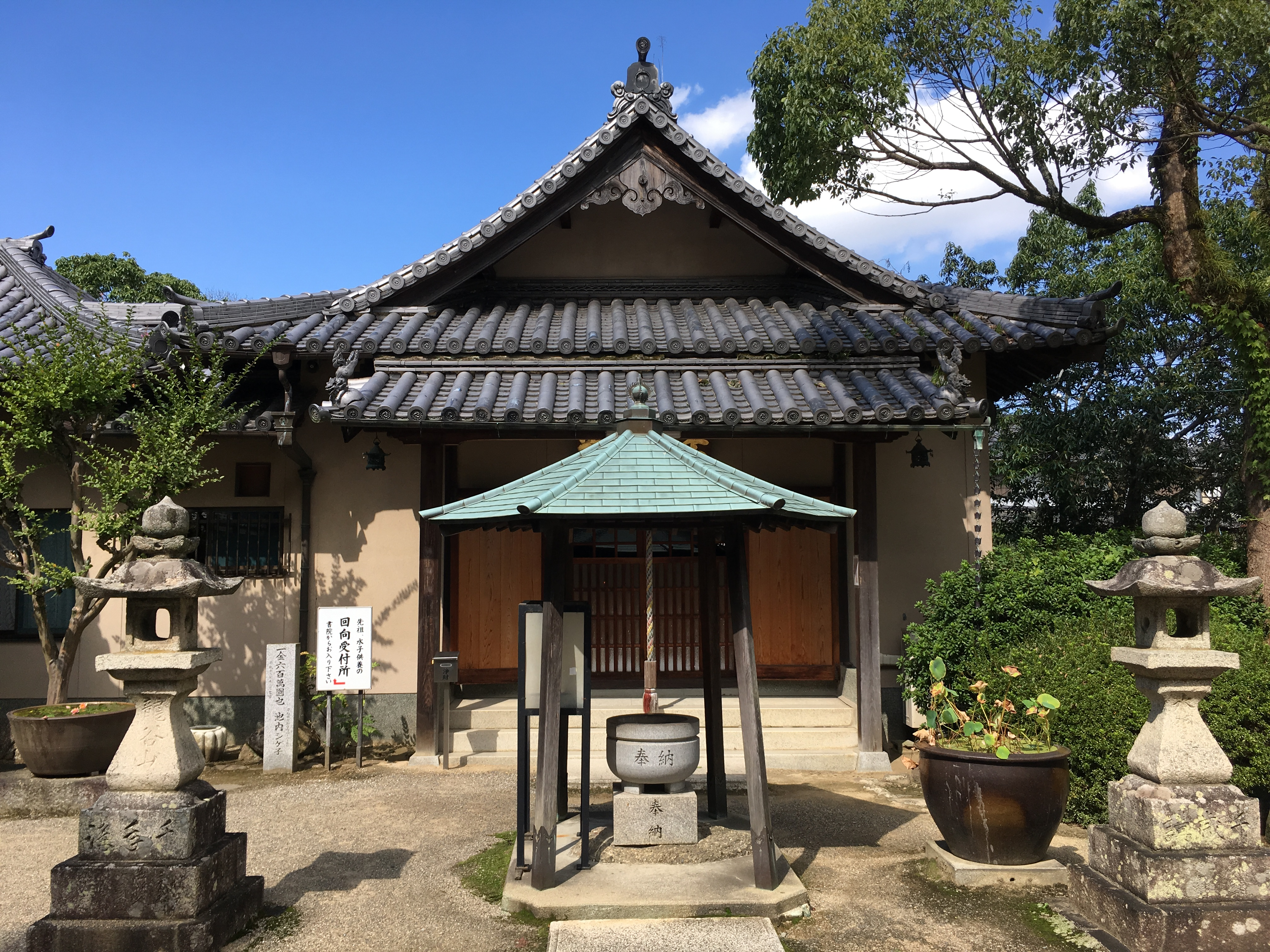
Salle Jōshakkō
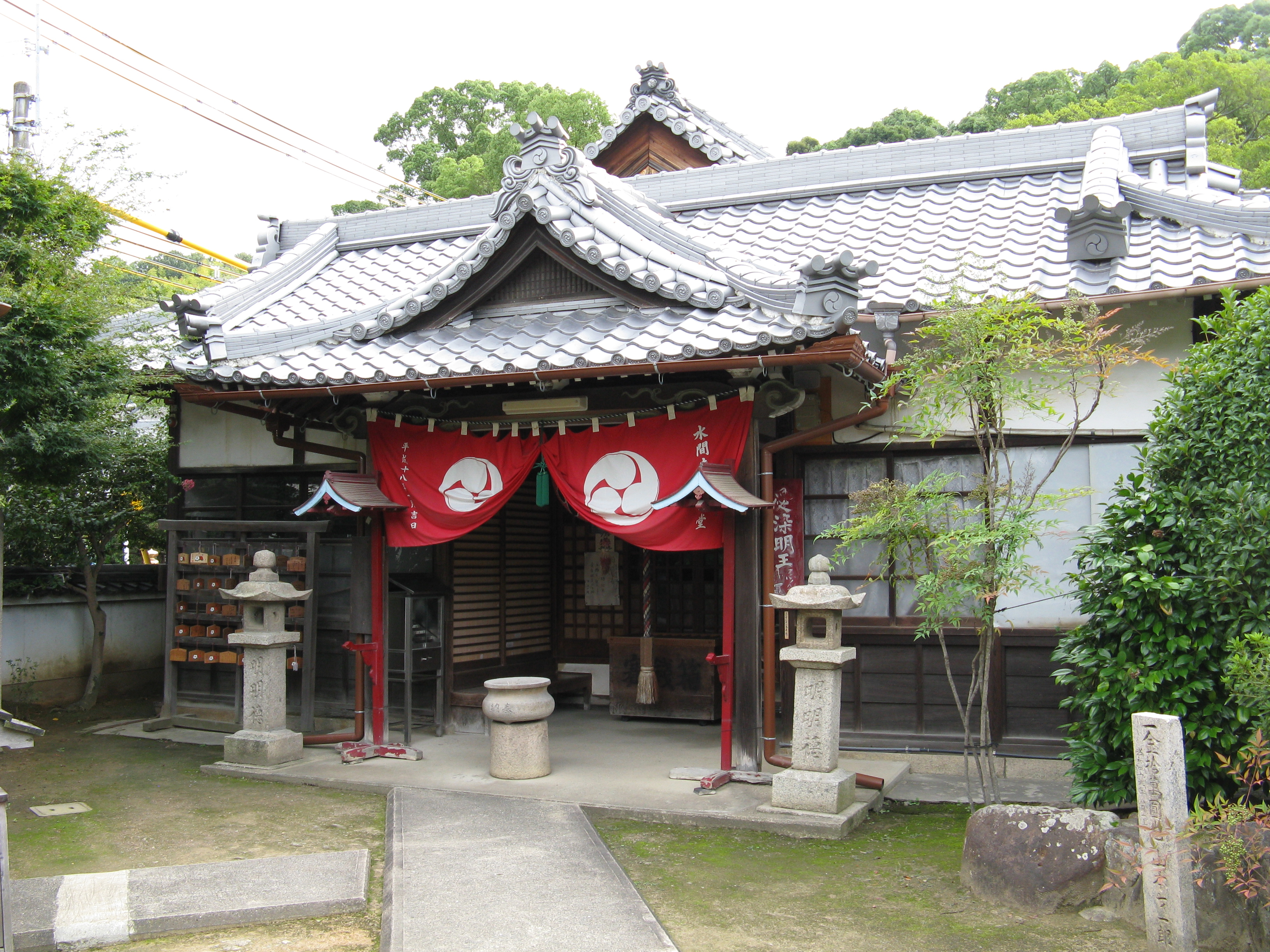
Salle Aizen
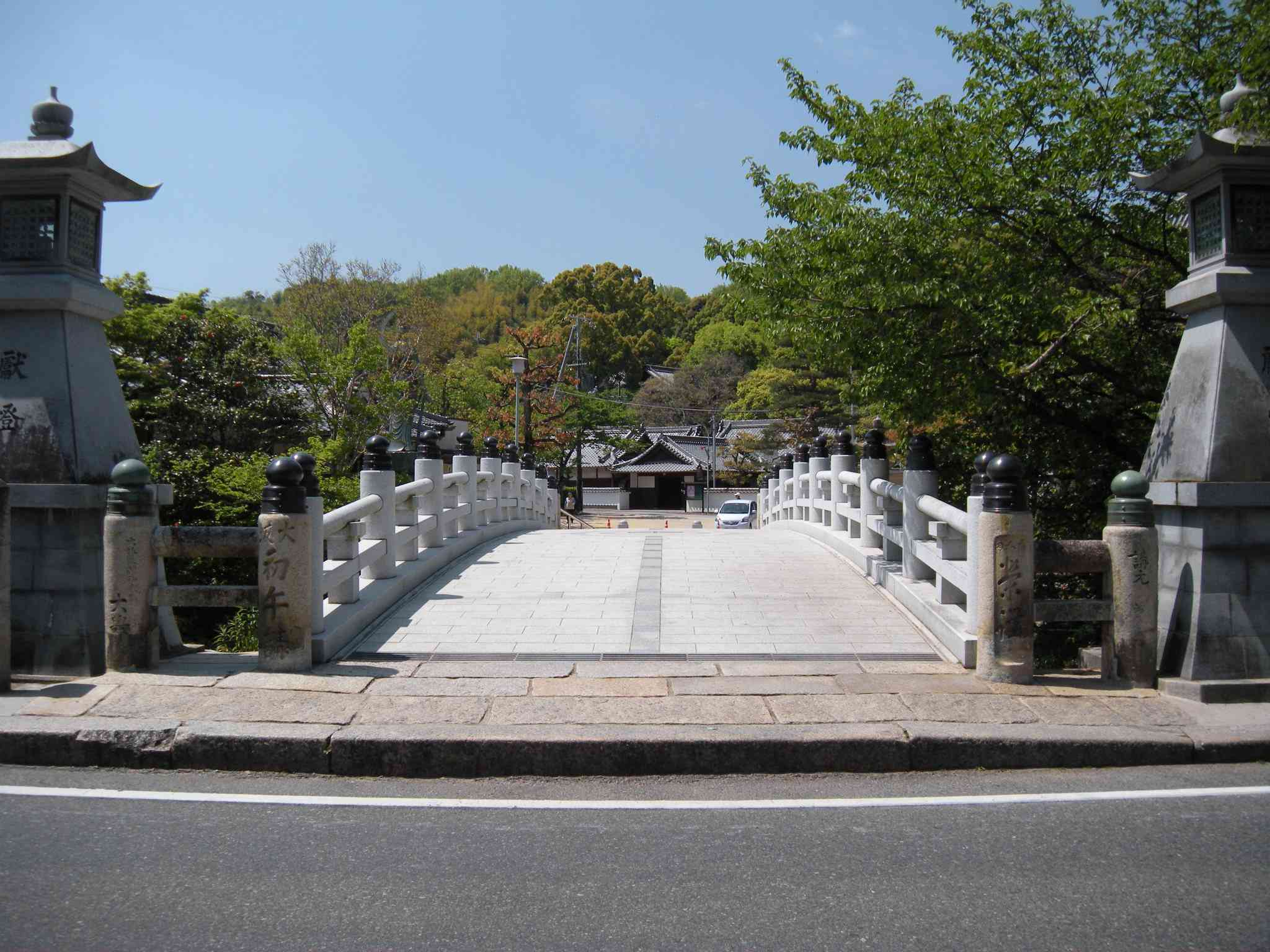
Pont en arc taiko-bashi